# Gozzano
Gozzano (piemontesiska och lombardiska: Güzön) är en ort och kommun i provinsen Novara i regionen Piemonte i Italien. Kommunen hade 5 561 invånare (2018). Orten ligger söder om Ortasjön.